# Macarenia
De macarenia (Rhyncholacis clavigera) is een waterplantensoort uit de familie Podostemaceae.
De soort is endemisch voor het Colombiaanse nationaal park Serranía de la Macarena, in het departement Meta. De triviale naam (en vroegere geslachtsnaam) 'Macarenia' is afgeleid van de naam van het laatstgenoemde nationale park.
Macarenia is befaamd vanwege de rode kleur die deze waterplanten veroorzaken in de bekende Colombiaanse rivier de Caño Cristales, die door nationaal park Serranía de la Macarena stroomt. Deze rivier wordt ook wel de 'Rivier van Vijf (of zelfs Zeven) Kleuren' genoemd.

## Afbeeldingen

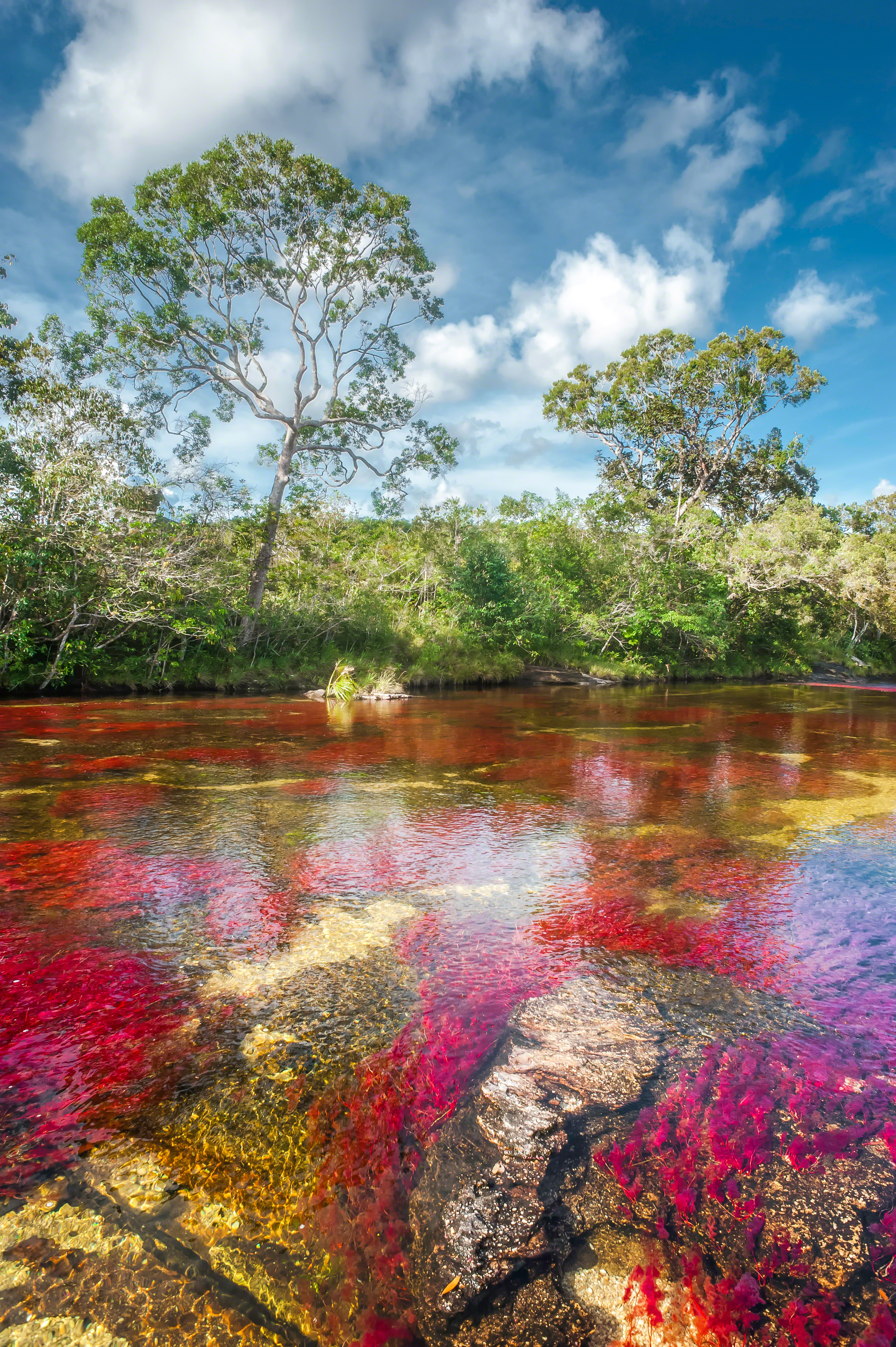
Aanblik van de Caño Cristales (standplaats)
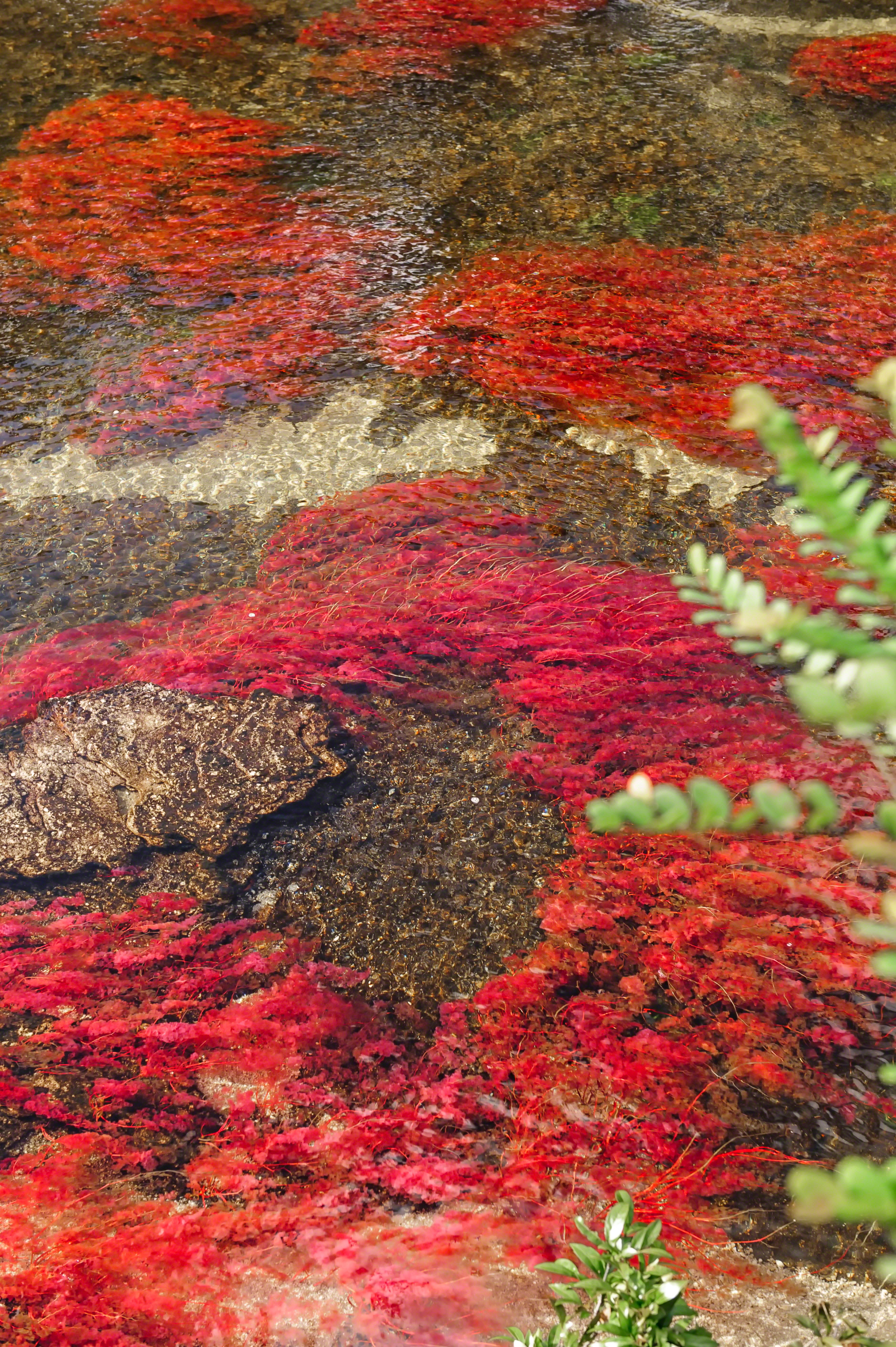
Rode vlekken op de rivierbedding (habitus)
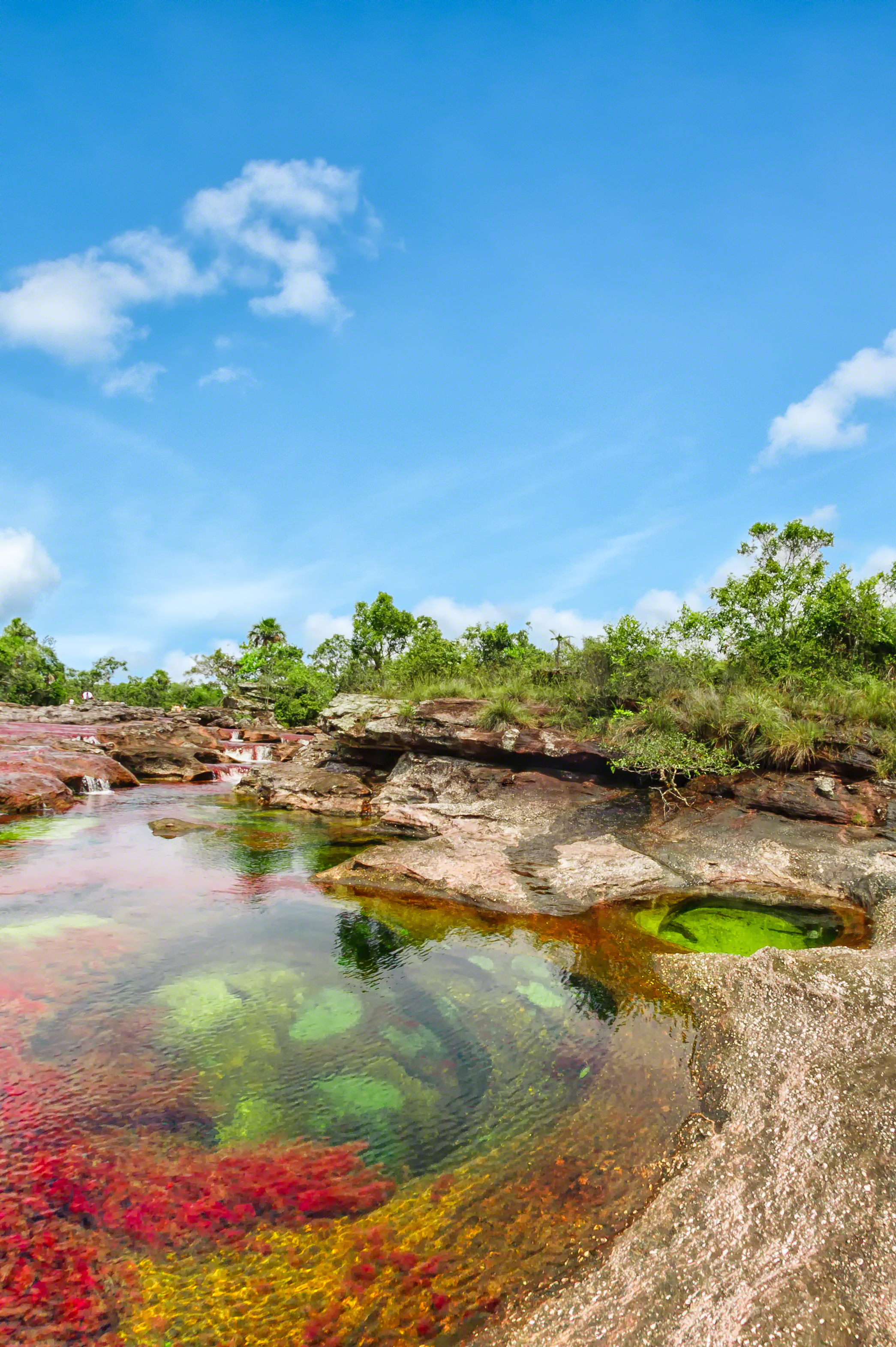
Macarenia, groeiend in een pothole
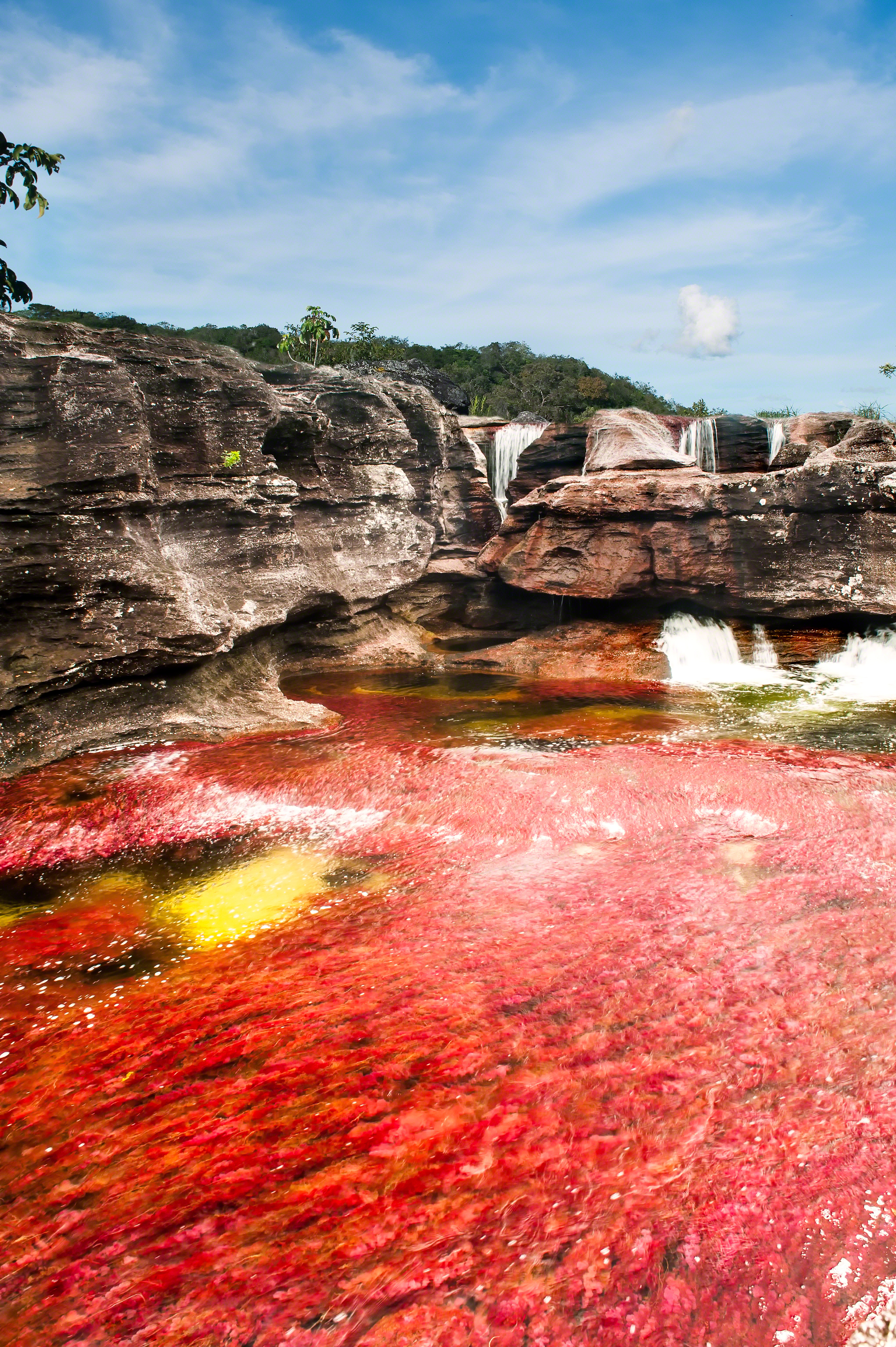
Macarenia, groeiend in een plunge pool